# Marina di Pietrasanta
Marina di Pietrasanta es el balneario de la comuna de Pietrasanta en la provincia de Lucca sobre el mar de Liguria.
Linda con el balneario Forte dei Marmi y Lido di Camiore.
Fue un importante centro turístico a principios de siglo, es sede de la Villa La Versiliana que fuera residencia del poeta Gabriele D'Annunzio.
- Datos: Q1083038
- Multimedia: Marina di Pietrasanta / Q1083038

1. ↑  Worldpostalcodes.org, código postal n.º 55045.